# Anne Hamilton, 3. Duchess of Hamilton

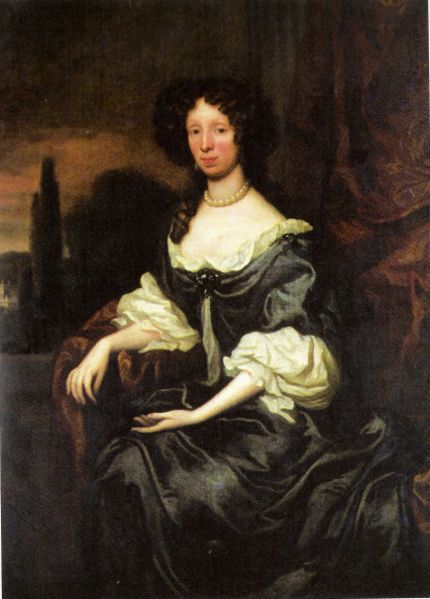
Godfrey Kneller: Porträt von Anne Hamilton, 3. Duchess of Hamilton

Anne Hamilton, 3. Duchess of Hamilton (* Januar 1632; † 17. Oktober 1716 in Hamilton), war eine schottische Adlige.

## Leben
Anne war das einzige überlebende Kind des James Hamilton, 1. Duke of Hamilton und dessen Frau Margaret Fielding. Sie folgte 1651 ihrem Onkel William als 3. Duchess of Hamilton aus eigenem Recht. Am 9. Juli 1698 verzichtete sie zugunsten ihres ältesten Sohnes James auf alle ihre Titel.

## Nachkommen
Sie war seit 1660 verheiratet mit William Douglas, 1. Earl of Selkirk, der infolge seiner Ehe mit der Erbin den Namen Douglas-Hamilton annahm und Duke of Hamilton wurde. Das Paar hatte mindestens elf Kinder:
- Lady Mary Hamilton (1657–1683)
- James, 4. Duke of Hamilton (1658–1712)
- Lord William Hamilton (1659–1688)
- Lady Susan Hamilton (1659–1737), ⚭ (1) John Cochrane, 2. Earl of Dundonald, ⚭ (2) Charles Hay, 3. Marquess of Tweeddale
- Lady Margaret Hamilton (1660–1731), ⚭ James Maule, 4. Earl of Panmure
- Lady Catherine Hamilton (1662–1707), ⚭ John Murray, 1. Duke of Atholl
- Charles Hamilton, 2. Earl of Selkirk (1663–1739)
- John Hamilton, 1. Earl of Ruglen (1665–1744)
- George, 1. Earl of Orkney (1666–1737), Feldmarschall, ⚭ Elizabeth Villiers
- Lord Basil Hamilton (1671–1701)
- Lord Archibald Hamilton (1673–1754)